# 攀登者
《攀登者》是一部2019年中國冒險劇情片，由李仁港執導，藏族作家阿来編劇。本片为“庆祝中华人民共和国成立70周年优秀国产新片展映”七部重點影片之一；其故事基於真實事件改編，主要描述自1960年中國珠穆朗瑪峰遠征後，另一支年輕的登山隊將再次挑戰這世界之嶺。
其主演包括吳京、章子怡、張譯、井柏然和胡歌，而成龍則以友情出演的身份參演。本片主要拍攝於2019年2月在天津市及岗什卡雪峰開始進行，於4月22日殺青。《攀登者》最先於2019年9月27日在上海舉辦全球首映禮，並定於2019年9月30日在中國大陸上映。

## 劇情
故事敘述自1960年中國珠穆朗瑪峰遠征的十五年後，中國登山隊的方五洲和曲松林等人在气象学家徐缨的協助下打算再次登上珠峰，但要挑戰這世界之嶺並非是一件容易的事。

## 演員
- 吳京[6] 飾 方五洲（人物原型为王富洲[7]）
- 章子怡[6] 飾 徐缨
- 張譯[6] 飾 曲松林（人物原型为屈银华[7]）
- 井柏然[6] 飾 李国梁（人物原型为邬宗岳[7]）
- 胡歌[8] 飾 杨光（人物原型为夏伯渝[7]）
- 陈龙[9] 飾 林杰

片中其他的演員如王景春、何琳、刘小锋、曲尼次仁、拉旺罗布及多布杰。而成龍則在片中客串演出了老年杨光一角。

## 製作
《攀登者》的發展始於2019年1月初，演員吳京在開拍前就已至位於青海省門源回族自治縣的岗什卡雪峰進行為期半個月的耐寒訓練。
2019年2月16日，章子怡在自己的微博上宣布，由李仁港執導、阿来編劇的《攀登者》已將開拍，除了章子怡和吳京外，其他主演包括張譯、井柏然和何琳等演員。3月1日，《攀登者》將由上海電影集團公司出資製作，胡歌和成龍也已加入演出；此外，章子怡在片中將飾演一名氣象學家。4月8日，天津市部分已杀青。4月22日，該片正式在珠穆朗瑪峰宣告杀青。此外，徐克亦在片中擔任監製一職。
在拍攝過程中，吴京堅持親自上陣完成高難度的攀爬動作，章子怡、井柏然和胡歌等人也親自進行了一連串具有危險性的戲份；為了追求真實性，其中有一場戲甚至拍了二十多遍，導演李仁港對演員們的敬業表現也備感敬佩。

## 音樂
《攀登者》的宣传推广曲《如虹》由UNINE的夏瀚宇和陈雪凝合作演唱，汤包（汤明宪）、魏楠、姚书寰（姚头）、叶雅樱作詞，廖佑祥及吕莘負責作曲。同名主題曲《攀登者》由陈涛作詞，王备作曲，谭维维演唱，於2019年9月19日正式上線。

## 發行
《攀登者》被視為国家重点项目的「献礼片」之一。2019年5月17日，該片於第72屆坎城影展的「SIFF中国日」活動上亮相。之後於6月亮相於第22届上海国际电影节並順利举行了「登峰时刻」發表會。該片於2019年9月27日晚在上海舉辦全球首映禮。《攀登者》在中國大陸定於2019年9月30日国庆档上映。

## 反響

### 评价
豆瓣电影网根据14.4万人的评分而得分6.4。
《攀登者》收穫外界正面居多的評價。影评人“但丁的方舟”写道：“强大的卡司保障了表演全程在线，吴京和章子怡的发挥纯熟老练，井柏然、胡歌等年轻演员也可圈可点。而最让人印象深刻的还是张译，他饰演的曲松林是全片心理变化最大的角色。此外，《攀登者》还加入了大量动作戏份，吴京饰演的队长方五洲能背顶冰柱、极限跑酷，或许略显脱离真实，但的确符合商业电影的逻辑。动作场面也常和登山队遇到的危机相混合，风暴、雪崩、冰裂等等困境在登山途中都未缺席。特效加持之下，影片制造了充足的紧张感，每一次的危机与化解都扣人心弦。按照剧情设置，1975年登山队用了足足三次才成功登顶，意义同样不凡：首次让世界认可了中国测量的珠峰高度。现实里，最难翻越的“第二台阶”岩壁上，留下了为后世无数新“攀登者”提供便利的“中国梯”。正如影片所展现，家国情怀、攀登精神，这些从来都存在于中国人民的血液里，未来亦将继续流淌、继续沸腾。”但《攀登者》中的爱情要素也受到网友的负面评价，被批评“在主旋律和撒狗血之间横跳”，“对白口型对不上”等等。

### 票房
在中國，《攀登者》與《我和我的祖国》、《中国机长》等片同天上映並競爭。截至9月28日，《攀登者》的预售票房已突破1.4亿元人民币。該片首日票房收入為2.08亿元人民币；其表現輸給了《我和我的祖国》和《中国机长》。
在北美地区，《攀登者》於102間戲院作小规模上映，上映首周获得32.4万美元，同样不敌同期在北美上映的《我和我的祖国》。

## 獎項
| 年份 | 頒獎典禮             | 獎項       | 入圍者     | 結果 |
| ---- | -------------------- | ---------- | ---------- | ---- |
| 2023 | 第18屆中國電影華表獎 | 優秀故事片 | 《攀登者》 | 獲獎 |

## 外部連結
- 攀登者的新浪微博
- 上影集团官方网站（海上电影网）官方介绍（页面存档备份，存于）
- 互联网电影数据库（IMDb）上《攀登者》的资料（英文）
- 豆瓣电影上《攀登者》的資料 （简体中文）
- 时光网上《攀登者》的資料（简体中文）
- Box Office Mojo上《攀登者》的資料（英文）